# Estación de Rubián
Rubián es un apeadero ferroviario situado en la localidad homónima, en el municipio español de Bóveda en la provincia de Lugo, en la comunidad autónoma de Galicia. No dispone de servicios de viajeros desde el 28 de septiembre de 1999.

## Situación ferroviaria
La estación se encuentra en el punto kilométrico 375,305 de la línea 800 León-La Coruña de ancho ibérico, entre las estaciones de Oural y de Monforte de Lemos. El tramo es de vía única y está sin electrificar.

## Historia
La estación se abrió al tráfico el 31 de agosto de 1883 con la puesta en marcha del tramo Toral de los Vados-Oural de la línea que pretendía unir Palencia con La Coruña por parte del Estado.
No dispone de servicios de viajeros desde el 28 de septiembre de 1999.

## La estación
El edificio para viajeros es de base rectangular y tres alturas. La estación dispone de tres vías y un único andén lateral, situado junto al edificio.